# 羽饰棺

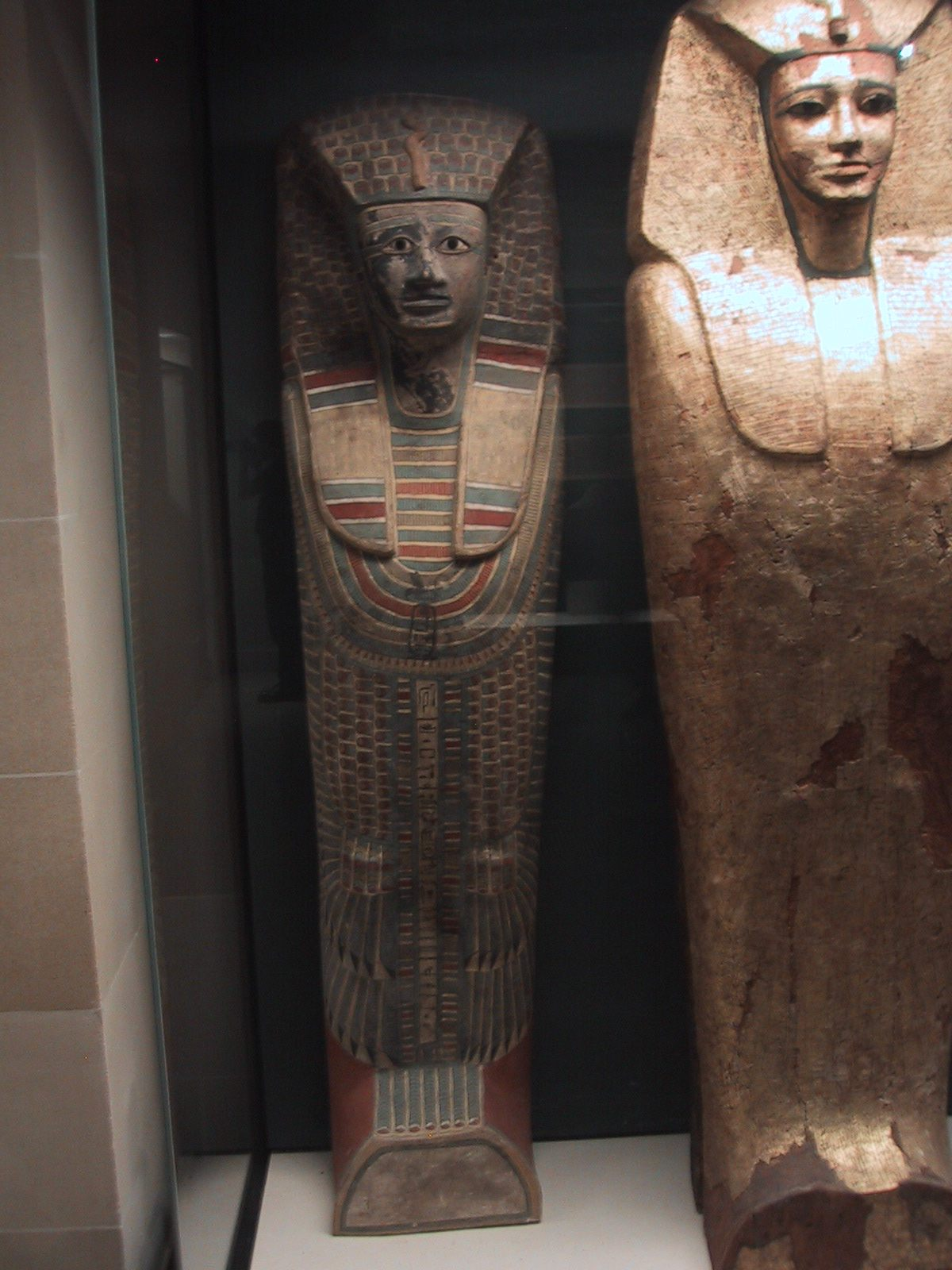
两名十七王朝法老的羽饰棺， 塞赫姆拉-何鲁希玛特·因提夫 (左)和 伊里奥特弗六世（右）

羽饰棺（Rishi coffin）是一种古埃及葬礼时使用的一种羽毛纹饰装饰的棺材。这是埃及第二中间期间的一种典型棺材，约前1650～前1550年。命名源自阿拉伯语ريشة(risha)，意为“羽毛”。 

## 简介
在古王国时期和中王国时期期间，棺材都是矩形的。最初的类人棺出现在埃及第十二王朝。这些棺材，模仿了木乃伊的头部，没有手和脚，犹如被包裹起来一样。棺材由几组组成，外棺是矩形的。也许在埃及第十三王朝，这些类人棺的外饰已经布满了羽毛纹。古埃及官员Neferhotep提及了这种棺材。 然而，这棺材只见于记载，实物已失。最早可以确认的羽饰棺是19世纪在底比斯(卢克索)发现的埃及第十七王朝棺材。被描绘的棺主常头戴nemes式冠 , 身披羽毛, 中间注有从上而下的铭文，胸部有眼镜蛇和秃鹰纹, 都是皇家象征。
第十七王朝时仍然发现有许多的羽棺。此类型棺材仍然证明使用到新王国时期的早期，但是后来被其他棺型取代。